# Giuseppe Fiaschi
Giuseppe Fiaschi (San Miniato, 13 marzo 1938) è un allenatore di calcio ed ex calciatore italiano, di ruolo difensore.

## Carriera

### Giocatore
Nel 1955, a soli 16 anni, viene acquistato dalla Fiorentina dopo esser stato notato da un osservatore calcistico nei campi sportivi della sua città natale, San Miniato. Sotto la guida dell'allenatore Fulvio Bernardini debutta in Coppa Grasshoppers contro lo Schalke 04 l'8 maggio 1957 a Gelsenkirchen, subentrando al 70' al posto del paraguaiano Silvio Parodi Ramos, vincendo il trofeo.
Durante la stagione 1959-1960, gioca con la Fiorentina e partecipa alla finale di Coppa Italia, persa dalla squadra toscana. Nel 1960, debutta in Serie B con il Prato disputando 10 partite.
L'anno successivo si trasferisce alla Lucchese dove gioca per due stagioni in Serie B totalizzando 58 presenze, e per quattro anni in Serie C. Nel 1962, viene convocato da Helenio Herrera in nazionale maggiore, nonostante fosse l'unico giocatore di Serie B.
Nel 1967 viene ceduto all'Internapoli, neopromosso in Serie C, sotto la guida del tecnico Arnaldo Sentimenti. Insieme a giocatori come Giorgio Chinaglia, conquista per due anni consecutivi il terzo posto nel girone C. Termina la sua carriera da calciatore nel 1970, dopo la retrocessione in Serie D.

### Allenatore
Ha allenato per due anni il Cuoiopelli nei campionati regionali toscani, permettendo ai biancorossi di tornare in promozione nel 1977, ottenendo la promozione in Prima Categoria a seguito della terza posizione in campionato.

## Palmarès

### Allenatore

#### Competizioni regionali
- Prima Categoria: 1

Cuoiopelli: 1975-1976

## Statistiche

### Presenze e reti nei club[6][7]
| Stagione           | Squadra            | Campionato         | Campionato | Campionato | Coppe nazionali | Coppe nazionali | Coppe nazionali | Coppe continentali | Coppe continentali | Coppe continentali | Altre coppe | Altre coppe | Altre coppe | Totale | Totale |
| Stagione           | Squadra            | Comp               | Pres       | Reti       | Comp            | Pres            | Reti            | Comp               | Pres               | Reti               | Comp        | Pres        | Reti        | Pres   | Reti   |
| ------------------ | ------------------ | ------------------ | ---------- | ---------- | --------------- | --------------- | --------------- | ------------------ | ------------------ | ------------------ | ----------- | ----------- | ----------- | ------ | ------ |
| 1955-1956          | Fiorentina         | A                  | -          | -          | -               | -               | -               | -                  | -                  | -                  | -           | -           | -           | -      | -      |
| 1956-1957          | Fiorentina         | A                  | -          | -          | -               | -               | -               | CG                 | 1                  | 0                  | -           | -           | -           | -      | -      |
| 1957-1958          | Fiorentina         | A                  | -          | -          | -               | -               | -               | -                  | -                  | -                  | -           | -           | -           | -      | -      |
| 1958-1959          | Fiorentina         | A                  | -          | -          | -               | -               | -               | -                  | -                  | -                  | -           | -           | -           | -      | -      |
| 1959-1960          | Fiorentina         | A                  | -          | -          | -               | -               | -               | -                  | -                  | -                  | -           | -           | -           | -      | -      |
| Totale Fiorentina  | Totale Fiorentina  | Totale Fiorentina  | -          | -          | -               | -               | -               | -                  | -                  | -                  | -           | -           | -           | -      | -      |
| 1960-1961          | Prato              | C                  | 10         | 0          | -               | -               | -               | -                  | -                  | -                  | -           | -           | -           | -      | -      |
| 1961-1962          | Lucchese           | B                  | 31         | 0          | -               | -               | -               | -                  | -                  | -                  | -           | -           | -           | -      | -      |
| 1962-1963          | Lucchese           | B                  | 26         | 0          | -               | -               | -               | -                  | -                  | -                  | -           | -           | -           | -      | -      |
| 1963-1964          | Lucchese           | C                  | 34         | -          | -               | -               | -               | -                  | -                  | -                  | -           | -           | -           | -      | -      |
| 1964-1965          | Lucchese           | C                  | -          | -          | -               | -               | -               | -                  | -                  | -                  | -           | -           | -           | -      | -      |
| 1965-1966          | Lucchese           | C                  | -          | -          | -               | -               | -               | -                  | -                  | -                  | -           | -           | -           | -      | -      |
| 1966-1967          | Lucchese           | C                  | -          | -          | -               | -               | -               | -                  | -                  | -                  | -           | -           | -           | -      | -      |
| Totale Lucchese    | Totale Lucchese    | Totale Lucchese    | -          | -          | -               | -               | -               | -                  | -                  | -                  | -           | -           | -           | -      | -      |
| 1967-1968          | Internapoli        | C                  | -          | -          | -               | -               | -               | -                  | -                  | -                  | -           | -           | -           | -      | -      |
| 1968-1969          | Internapoli        | C                  | -          | -          | -               | -               | -               | -                  | -                  | -                  | -           | -           | -           | -      | -      |
| 1969-1970          | Internapoli        | C                  | -          | -          | -               | -               | -               | -                  | -                  | -                  | -           | -           | -           | -      | -      |
| Totale Internapoli | Totale Internapoli | Totale Internapoli | -          | -          | -               | -               | -               | -                  | -                  | -                  | -           | -           | -           | -      | -      |
| Totale carriera    | Totale carriera    | Totale carriera    | -          | -          | -               | -               | -               | -                  | -                  | -                  | -           | -           | -           | -      | -      |